# Trichoplusia
Trichoplusia är ett släkte av fjärilar som beskrevs av James Halliday McDunnough 1944. Trichoplusia ingår i familjen nattflyn, Noctuidae.

## Dottertaxa tillTrichoplusia, i alfabetisk ordning[1][2][3]
- Trichoplusia arachnoides Distant, 1901
- Trichoplusia aranea Hampson, 1909
- Trichoplusia callista Dufay, 1972
- Trichoplusia cinnabrina Dufay, 1972
- Trichoplusia elacheia Dufay, 1972
- Trichoplusia epicharis Dufay, 1972
- Trichoplusia glyceia Dufay, 1972
- Trichoplusia gromieri Dufay, 1975
- Trichoplusia lampra Dufay, 1968
- Trichoplusia ni (Hübner [1803]), Nimetallfly
- Trichoplusia photeina Dufay, 1972
- Trichoplusia roseofasciata Carcasson, 1965
- Trichoplusia sogai Dufay, 1968